# Araneus uyemurai
Araneus uyemurai är en spindelart som beskrevs av Takeo Yaginuma 1960. Araneus uyemurai ingår i släktet Araneus och familjen hjulspindlar. Inga underarter finns listade i Catalogue of Life.